# Philodendron adamantinum
Philodendron adamantinum är en kallaväxtart som beskrevs av Carl Friedrich Philipp von Martius och Heinrich Wilhelm Schott. Philodendron adamantinum ingår i släktet Philodendron och familjen kallaväxter. Inga underarter finns listade.